# Etheldred Benett

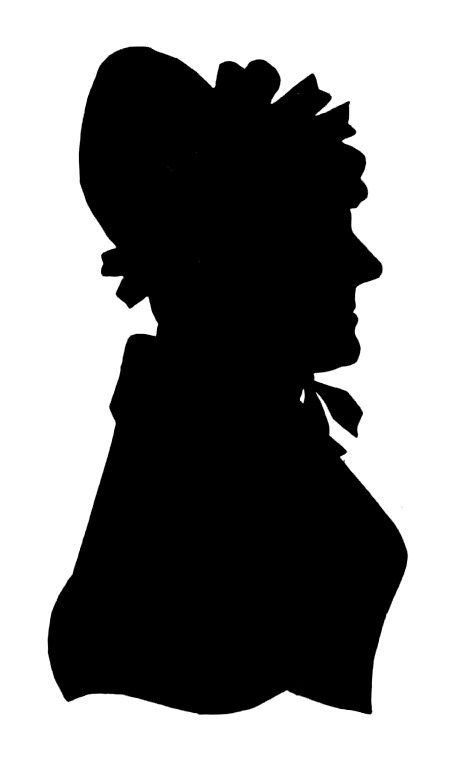
Silhouette von Etheldred Benett (1837)

Etheldred Benett, auch Etheldred Bennett (* 22. Juli 1776 in Tisbury, Wiltshire; † 11. Januar 1845 in Norton House, Norton Bavant) war eine britische Paläontologin und Fossiliensammlerin.

## Leben
Benett wohnte ab 1802 in ihrem Familiensitz Norton House in Norton Bavant 4 km südöstlich bei Warminster in Wiltshire. Ihr Bruder John Benett (1773–1852) war für Wiltshire im englischen Parlament. Sie sammelte ab 1809 Fossilien im Südwesten Englands und kam in Kontakt mit vielen bekannten Geologen und Paläontologen ihrer Zeit wie George Bellas Greenough, Gideon Mantell, William Buckland und Samuel Woodward, mit denen sie auch korrespondierte.  Ihre Sammlung von Kreidefossilien war eine der größten ihrer Zeit und zog viele Wissenschaftler an. James Sowerby nahm Exemplare ihrer Sammlung in sein Werk Mineral Conchology auf und Zar Nikolaus I war von der Sammlung so beeindruckt, dass er ihr einen Ehrendoktor der Universität Sankt Petersburg verlieh (ohne zu wissen, dass sie eine Frau war). Teilweise waren ihre Fossilien mit Weichteilen erhalten und andere sehr gut erhalten (wie einige ihrer Korallen). Wissenschaftlich bedeutsam war ihr Austausch mit Gideon Mantell über Kreidefossilien Südenglands. Sie selbst ließ einen Katalog ihrer Sammlung drucken, den sie auch illustrierte (A Catalogue of the Organic Remains of the County of Wiltshire, 1831). Neben Fossilien sammelte sie in großem Umfang Muscheln und Schnecken.
Der Großteil ihrer Sammlung kam später durch Ankauf nach Philadelphia in die Academy of Natural Sciences.
Gideon Mantell nannte einen kreidezeitlichen Schwamm nach ihr und nach ihr ist Ammonites benettianus benannt.
Ihre Rolle als möglicherweise erste Geologin (noch vor Mary Anning) kam ab den 1980er Jahren ans Licht und sie war das Poster-Emblem der Konferenz The role of woman in the history of Geology bei der Geological Society of London 2005.